# Linn Berggren
Linn Berggren, właśc. Malin Sofia Katarina Berggren (ur. 31 października 1970 w Göteborgu) – szwedzka wokalistka. Była wokalistka zespołu Ace of Base, 28 listopada 2007 odeszła z zespołu.

## Życiorys
Gdy powstał pomysł utworzenia Ace of Base, postanowiono, że główne partie wokalne będzie śpiewać starsza z sióstr Berggren, Malin. Była wówczas studentką pedagogiki i o występach nie marzyła. Niebawem wyśpiewała jeden z największych hitów muzyki pop All That She Wants. Kariera zespołu rozwijała się szybko. Promocja pierwszego albumu trwała około dwóch lat, w czasie których tworzono także drugi studyjny album The Bridge. Ogromna liczba występów, podczas których Malin śpiewała praktycznie wszystkie utwory, doprowadziła ją do czteromiesięcznego pobytu w szpitalu z powodu problemów z fałdami głosowymi.
Na drugim krążku każdy z członków umieścił własne kompozycje. Linn skomponowała 'Strange Ways', 'Just'n Image' oraz 'Whispers in Blindness'. Wraz z wydaniem The Bridge stało się jasne, że jej rola w zespole jest już mniejsza. W 1996 roku, podczas promocji w Dżakarcie, udała się wyczerpana do Szwecji, pozostawiając resztę członków samych sobie. Fani byli zaskoczeni jej postawą i do dziś nikt nie zna przyczyny jej odejścia. Od tamtego czasu praktycznie nie występuje w teledyskach. Życzyła sobie, aby podczas występów na żywo kamery nie pokazywały jej twarzy. Często chowała się za kimś z członków zespołu. Po wydaniu trzeciego albumu Flowers rolę frontwoman przejęła młodsza siostra – Jenny Berggren. Malin podkreślała wówczas, że nie odchodzi, tylko zamienia się z Jenny miejscami, jednocześnie wyrażając chęć śpiewania. Od tej pory występowała za klawiszami.
Na trzeciej płycie można usłyszeć ją tylko jako background, śpiewającą dwie lub trzy linijki tekstu. Linn skomponowała utwór 'Lapponia', jednak nie został on umieszczony na tym albumie. Zdjęcia z tego okresu są zamazane, a jej widok budzi mieszane uczucia. Kolejne wydawnictwo całkowicie odsunęło ją na ostatni plan, a udział jej zaznaczony jest w zaledwie kilku piosenkach. Można usłyszeć ją w utworach 'Hey Darling' oraz 'Ordinary Day' (I zwrotka) a także w 'Da Capo'. W japońskiej wersji albumu śpiewa też 'Summer Days' (II zwrotka) i 'Don't Stop' (jako background). W tym czasie Malin nie występowała już na żywo. Ostatni raz widziano ją w Niemczech w 2002. Od tamtego czasu nie ma jej żadnego zdjęcia, ani informacji, co się z nią dzieje. Wiadomo, że studiowała język hebrajski, nie ma męża ani dzieci.

## Wokal
Jej wokal występuje we wszystkich piosenkach zespołu Ace of Base, oprócz:
- Fashion Party (Jenny, Ulf, & Jonas)
- My Mind (Jenny & Ulf)
- Dimension of Depth (Instrumental)
- Ravine (Jenny)
- Experience Pearls (Jenny)
- Wave Wet Sand (Jenny)
- Cruel Summer (Jenny)
- Mercy Mercy (Jenny)
- I Pray (Jenny & Ulf)
- Donnie (US Version) (Jenny)
- Don't Go Away (Jenny)
- Unspeakable (Jenny)
- Remember the Words (Jenny)
- World Down Under (Jenny)
- Show Me Love (Jenny)

## Pisanie piosenek
Malin oprócz śpiewania i produkowania napisała także kilka utworów:
- Hear Me Calling (z Jonasem, Jenny i Ulfem)
- Strange Ways
- Whispers In Blindness
- Just'N Image
- Dance In The Moonlight
- Lapponia
- Sang
- Love in December (z Jonasem, Jenny i Ulfem)
- Beautiful Morning (z Jenny i Jonasem)
- Change With the Light (z Jenny, Jonasem i Ulfem)
- What's the Name of the Game (z Jenny, Jonasem, Harrym Sommerdahlem i Jonasem von der Burg)